# 華人移民史 (紀錄片)
《華人移民史》（英語：Roots Old and New）是香港電台電視部製作的紀錄片。共製作了四輯，分別是「下南洋」、「金山客」、「渡東瀛」及「闖拉美」，第一輯「下南洋」由古天農旁白，第二輯開始改由鄭子誠旁白。

## 下南洋[1]
| 集數 | 播映日期       | 主題       |
| 01   | 2009年12月12日 | 華工血淚史 |
| 02   | 2009年12月19日 | 華商致富   |
| 03   | 2009年12月26日 | 華僑救國   |
| 04   | 2010年1月2日   | 同化與包容 |
| 05   | 2010年1月9日   | 桑梓之情   |

## 金山客
| 集數 | 播映日期      | 主題                   |
| 01   | 2012年7月28日 | 從大眾傳媒看美加華人   |
| 02   | 2012年8月4日  | 華人．鐵道．人頭稅     |
| 03   | 2012年8月11日 | 沒有天使的天使島       |
| 04   | 2012年9月8日  | 甜酸骨與洗衣店         |
| 05   | 2012年9月15日 | 二次世界大戰與韓戰年代 |

## 渡東瀛
| 集數 | 播映日期      | 主題                 |
| 01   | 2014年1月25日 | 華人與沖繩           |
| 02   | 2014年2月1日  | 中華街               |
| 03   | 2014年2月8日  | 日本遺孤             |
| 04   | 2014年2月15日 | 八十年代中國留學生潮 |
| 05   | 2014年2月22日 | 傑出華人在日本       |

## 闖拉美
| 集數 | 播映日期      | 主題   |
| 01   | 2016年1月16日 | 古巴   |
| 02   | 2016年1月23日 | 墨西哥 |
| 03   | 2016年1月30日 | 秘魯   |
| 04   | 2016年2月6日  | 秘魯   |

## 外部連結
- 第一輯網頁
- 第二輯網頁 （页面存档备份，存于）
- 第三輯網頁 （页面存档备份，存于）
- 第四輯網頁 （页面存档备份，存于）